# Tipula praelauta
Tipula praelauta là một loài ruồi trong họ Ruồi hạc (Tipulidae). Chúng phân bố ở miền Tân bắc và Neotropic.